# 孫士毅
孫士毅（1720年—1796年），字智冶，號補山，浙江仁和縣臨平鎮（今杭州市临平区）人，清朝政治人物，乾隆辛巳科进士，官至文華殿大學士。

## 生平
乾隆二十六年（1761年）中進士，次年授內閣中書，特授翰林院侍讀。三十三年（1768年），任戊子科四川正主考。次年春，隨大學士傅恆督師征伐緬甸，專典章奏。敍軍功授戶部廣西司郎中。旋任庚寅鄉試湖南正主考，升大理寺卿，出為廣西布政使，調雲南。未幾升為巡撫，因總督李侍堯貪瀆革職，以失察遣戍伊犁，簿錄其家，不名一錢。乾隆帝嘉其廉，改授翰林院編修，纂編《四庫全書》。編成後，升太常寺少卿。復出為山東布政使、廣西巡撫、廣東巡撫，奉旨接替舒常代理擔任兩廣總督兼管粵海關務。五十一年（1786年），台灣天地會林爽文起事，赴潮州戒備鎮壓。次年，晉太子太保。
五十三年（1788年），安南西山軍的阮惠推翻後黎朝，奪取皇位。國王黎維祁叩關求救。孫士毅率師佈防鎮南關，向乾隆帝奏報其事。乾隆帝表彰孫士毅識輕重、知大體，令其與雲南總督烏大經兵分兩路攻打安南，送黎維祁歸國復位。孫士毅所率之兩廣兵勢如劈竹，攻破昇龍（今越南河內市），比烏大經的雲南兵更為迅速。乾隆帝大喜，封為一等謀勇公，賜紅寶石頂，但為孫士毅推辭。乾隆帝冊封黎維祁為安南國王之後，命孫士毅其班師，但孫士毅卻貪圖軍功逗留安南。次年正月，阮惠趁春節之機突襲昇龍，黎維祁逃入鎮南關，清軍大敗，倉猝退入關內。乾隆帝以孫士毅不遵詔班師，罷封爵，並撤紅寶石頂、雙眼花翎，解除總督職，命駐鎮南關治事。不久召還京師，授兵部尚書，充軍機大臣。是年冬，命署四川總督，旋代兩江總督。時徐州黃河決口，築毛城鋪壩堰，救援災民，俱稱旨意。五十六年（1791年），召授吏部尚書，協辦大學士。同年，清廷與廓爾喀發生戰爭，命助四川總督籌餉，饋運無缺，以功復賜雙眼花翎，授文淵閣大學士兼禮部尚書，暫代四川總督。六十年春，湖南苗人起事，攻入四川秀山境內，四川總督孫士毅同成都將軍觀成率兵鎮壓。嘉慶元年（1796年），湖北白蓮教教徒起事，侵入四川酉陽境內，孫士毅率兵鎮壓，屢次獲勝，封三等男爵。六月，卒於红岩堡軍中，四川將軍觀成代統孫士毅軍。喪事由乾隆特命福康安家仆、孫士毅好友，時任四川布政使的林儁辦理，追赠公爵爵位，諡文靖。其孫孫均袭其伯爵之位。

## 著作
孫士毅工詩，有《百一山房集》詩賦十二卷存世。

## 身後
孙士毅与和珅关系友善，病笃之时请求加入旗籍。乾隆帝特许之，将孙均抬入汉军正白旗。原计划授予散秩大臣之职，但由于孙均年幼便取消了这个决定。嘉庆十一年（1806年），孙均奏称因疾病残废，请求嘉庆帝将世袭伯爵之位传给堂弟孙玉墀。嘉庆帝下谕：“孙士毅攻克黎城（即昇龍城），皇考（乾隆帝）令其班师归国；但他意在贪功，延迟归期，導致兵败逃入镇南关内，其所奏之中多有虚假掩饰之辞。朕考虑到皇考的遗愿，未予以追究求責。现在孙均既然得病殘廢，孙士毅原先所授予的伯爵之位应当裁撤，并令孙均出旗归原籍。”

## 家族
- 六世祖：孙东乔 （自馀姚迁兰里）
- 高祖父母：孙德卿，胡氏
- 曾祖父母：孙鼎渠、姜氏
- 祖父母：孙景明（自兰里迁临平）、黄氏
- 父母：孙世荣、吴氏
- 兄：孫士達、孫士倫
- 妻：张氏，石门张玉伦女
- 子：孫輿（官大理寺评事，先孙士毅卒，娶苏去疾女苏氏）、孫衡（官协办内阁侍读、户部主事)；孙士毅侄子有孫大椿、孙仪，字桐冈，官云南石屏知州。
- 孙：长孙孫均，字贻孙、号古云，孫輿之子，娶给事中查莹之女。嘉庆元年，孙士毅卒于四川军中，乾隆命孙士毅好友四川布政使林儁操办丧事，由长孙孙均袭三等伯爵，抬入正白旗汉军。嘉庆帝后来革其爵，由正白旗汉军返回原民籍，孙均迁居苏州购毕沅旧居环秀山庄，与客居苏州的陈文述、伊秉绶、福康安家仆林儁的女婿张问陶等多有往来，有《孙古云传》和陈文述撰墓志。孙士毅其他孙有孫域、孫增、孫堉等。
- 孙女：嫁入张姓家。
- 曾孙、曾孙女：孙长熙（孙均的二子早亡，以从子长熙为嗣子）娶河道总督徐端之女、孙元培、彭兆荪撰注《小谟觞馆诗集注》。孙均女一人嫁吴姓家。
- 玄孙：孙宝箴、孙宝琳（皆孙长熙子）。
- 友：苏去疾、和珅弟和琳、福康安、福康安家仆林儁等。

## 延伸阅读
[在维基数据编辑]
 《清史稿/卷330》，出自趙爾巽《清史稿》
 在维基共享资源阅览影像、分类

## 外部連結
- 孫士毅 （页面存档备份，存于） 中研院史語所

| 官衔          | 官衔 | 官衔                         |
| ------------- | --- | ---------------------------- |
| 前任： 裴宗錫 | 雲南巡撫 乾隆四十四年七月辛卯－乾隆四十五年三月丁酉 （1779年8月20日－1780年4月22日）                                                                                            | 繼任： 顏希深（署）          |
| 前任： 劉峨   | 廣西巡撫（代） 乾隆四十八年五月丁未－乾隆四十九年正月甲寅 （1783年6月16日－1784年2月18日）                                                                                      | 繼任： 吳垣                  |
| 前任： 尚安   | 廣東巡撫 乾隆四十九年正月甲寅－乾隆五十一年五月丁巳 （1784年2月18日－1786年6月10日）                                                                                            | 繼任： 圖薩布                |
| 前任： 舒常   | 兩廣總督（署） 乾隆五十年三月戊辰－乾隆五十年七月己酉 （1785年4月27日－1785年8月6日）                                                                                           | 繼任： 富勒渾                |
| 前任： 富勒渾 | 兩廣總督（兼署） 乾隆五十一年四月己亥－乾隆五十四年正月壬午 （1786年5月23日－1789年2月19日）                                                                                    | 繼任： 福康安                |
| 前任： 彭元瑞 | 兵部漢尚書 乾隆五十四年三月乙丑－乾隆五十五年四月癸酉 （1789年4月3日－1790年6月5日）                                                                                            | 繼任： 李世傑                |
| 前任： 無定員 | 軍機大臣 乾隆五十四年六月庚午－乾隆五十四年十一月癸巳 （1789年8月6日－1789年12月27日）                                                                                          | 繼任： 無定員                |
| 前任： 李世傑 | 四川總督（署） 乾隆五十四年十一月癸巳－乾隆五十五六月辛亥 （1789年12月27日－1790年7月13日）                                                                                     | 繼任： 福康安                |
| 前任： 福崧   | 兩江總督 乾隆五十五年六月壬子－乾隆五十六年四月丁卯 （1790年7月14日－1791年5月25日）                                                                                            | 繼任： 長麟                  |
| 前任： 彭元瑞 | 吏部漢尚書 乾隆五十六年四月丁卯－乾隆五十七年八月癸酉 （1791年5月25日－1792年9月22日）                                                                                          | 繼任： 劉墉                  |
| 前任： 彭元瑞 | 漢缺協辦大學士 乾隆五十六年四月辛未－乾隆五十七年八月癸酉 （1791年5月29日－1792年9月22日）                                                                                      | 繼任： 無 下一相同頭銜：朱珪 |
| 前任： 鄂輝   | 四川總督（署） 乾隆五十六年八月甲子－乾隆五十六年十一月辛巳 （1791年9月19日－1791年12月5日）                                                                                    | 繼任： 惠齡                  |
| 前任： 嵇璜   | 文淵閣大學士 乾隆五十七年八月戊子－嘉慶元年七月辛亥 （1792年10月7日－1796年8月10日） 乾隆五十七年八月戊子－乾隆五十九年七月丙午 （1792年10月7日－1794年8月16日） 與嵇璜同時在任 | 繼任： 無 下一相同頭銜：慶桂 |
| 前任： 和琳   | 四川總督（署） 乾隆六十年三月乙卯－嘉慶元年六月癸卯 （1795年4月22日－1796年8月2日）                                                                                             | 繼任： 福寧                  |